# Alex Poythress
Alex Poythress (Savannah, Georgia, 6 de septiembre de 1993) es un baloncestista estadounidense que pertenece a la plantilla del Zenit San Petersburgo  de la VTB United League. Con 2,06 metros de estatura, juega en las posiciones de ala-pívot o pívot.

## Trayectoria deportiva

### Universidad
Tras disputar en 2012 el prestigioso McDonald's All-American Game, jugó cuatro temporadas con los Wildcats de la Universidad de Kentucky, en las que promedió 8,6 puntos y 5,3 rebotes por partido. En su primera temporada fue incluido en el mejor quinteto freshman de la Southeastern Conference, tras promediar 11,2 puntos y 6,0 rebotes por partido. Una lesión en el ligamento cruzado anterior de la rodilla izquierda le hizo perderse media temporada 2014-15.

### Profesional
Tras no ser elegido en el Draft de la NBA de 2016, en el mes de julio se une a los Orlando Magic en las ligas de verano, fichando finalmente el 29 de agosto por los Indiana Pacers. Sin embargo, fue despedido el 17 de octubre tras disputar dos partidos de pretemporada.
El 2 de abril de 2017 firmó contrato con Philadelphia 76ers debido a la gran cantidad de lesionados en la plantilla. Debutó esa misma noche ante Toronto Raptors, anotando 11 puntos en los 24 minutos que estuvo en pista.
El 22 de agosto de 2017 firmó un contrato dual con Indiana Pacers, que le permitiría jugar además en el filial Fort Wayne Mad Ants, pero en diciembre finalmente su contrato pasó a ser sólo con los Pacers.
En julio de 2020, se convierte en nuevo jugador del BC Zenit de la Superliga de baloncesto de Rusia.
El 21 de junio de 2022 fichó por el Maccabi Tel-Aviv de la Ligat Winner y Euroliga.
El 26 de junio de 2024 regresó al Zenit San Petersburgo de la VTB United League rusa.

## Estadísticas de su carrera en la NBA

### Temporada regular
| Año     | Equipo       | PJ | PT | MPP  | %TC  | %3P  | %TL  | RPP | APP | ROB | TPP | PPP  |
| ------- | ------------ | -- | -- | ---- | ---- | ---- | ---- | --- | --- | --- | --- | ---- |
| 2016-17 | Philadelphia | 6  | 1  | 26.2 | .463 | .316 | .800 | 4.8 | .8  | .5  | .3  | 10.7 |
| 2017-18 | Indiana      | 25 | 0  | 4.2  | .423 | .364 | –    | .7  | .1  | .1  | .0  | 1.0  |
| 2018-19 | Atlanta      | 21 | 1  | 14.5 | .494 | .391 | .621 | 3.6 | .8  | .2  | .5  | 5.1  |
| Total   | Total        | 52 | 2  | 10.9 | .472 | .358 | .667 | 2.3 | .5  | .2  | .3  | 3.8  |